# Miagrammopes pinopus
Miagrammopes pinopus är en spindelart som beskrevs av Arthur M. Chickering 1968. Miagrammopes pinopus ingår i släktet Miagrammopes och familjen krusnätsspindlar.
Artens utbredningsområde är Jungfruöarna. Inga underarter finns listade i Catalogue of Life.